# كرستال دينامكس
كرستال دينامكس (بالإنجليزية: Crystal Dynamics)‏ ، هي شركة أمريكية مطورة لألعاب الفيديو تأسست عام 1992 م وتقع في منطقة خليج سان فرانسيسكو . قام بتأسيسها كل من جودي لانج، مادالين كانيبا وديف موريس. تم الاستحواذ عليها من قبل الشركة البريطانية الناشرة لألعاب الفيديو إيدوس إنترأكتيف في عام 1998 ، و بعد أن قامت شركة سكوير إنكس بالاستحواذ على إيدوس إنترأكتيف في عام 2009 أصبحت كرستال دينامكس شركة تابعة لها .

من ألعابها : تومب رايدر: ليجند ، تومب رايدر: أندر ورلد ، تومب رايدر (لعبة فيديو 2012)

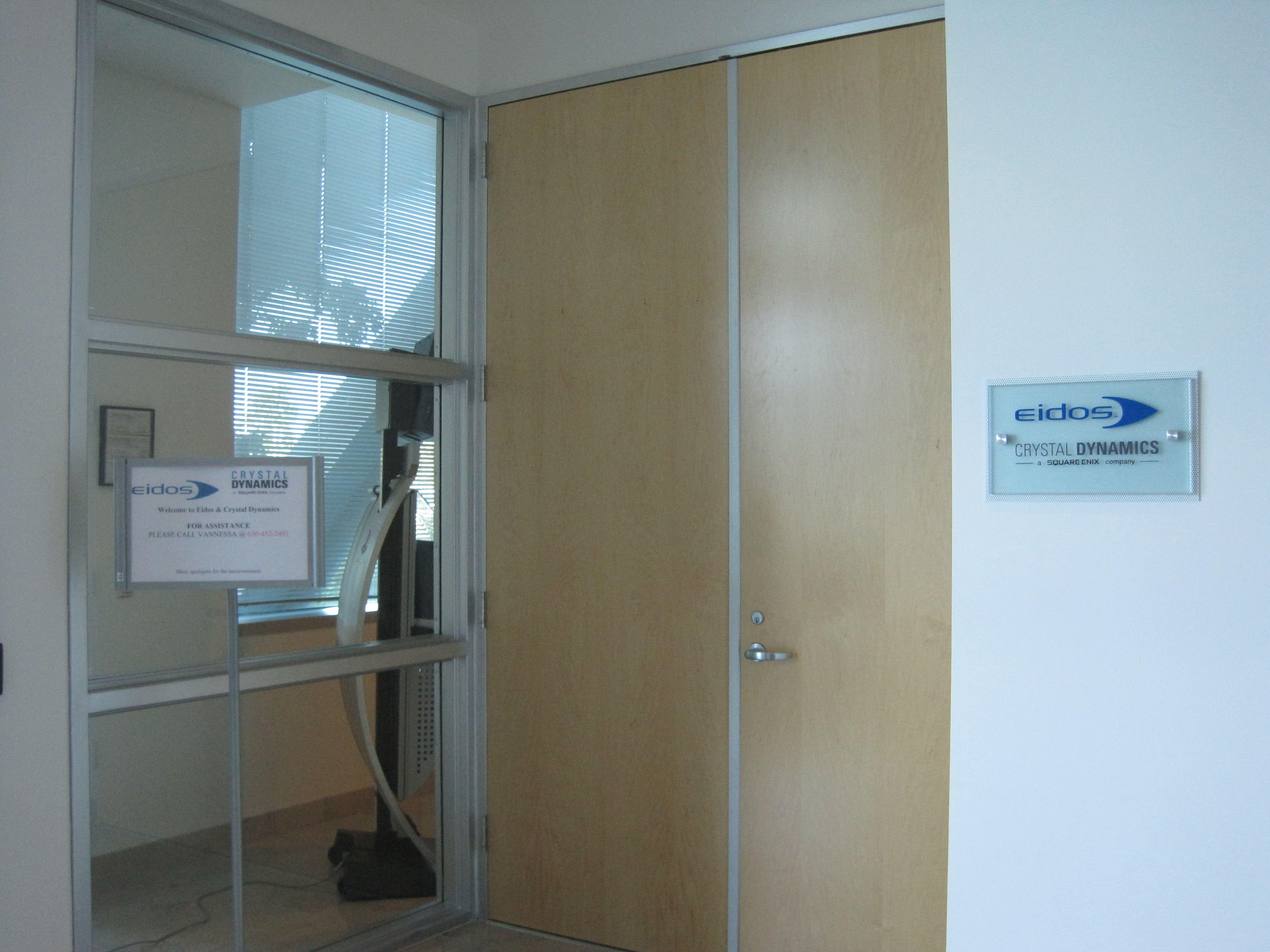
مقر الشركة في كاليفورنيا

## الألعاب
- تومب رايدر: ليجند
- تومب رايدر:الذكرى
- تومب رايدر: أندر ورلد
- تومب رايدر
- رايز أوف ذا تومب رايدر